# Yosvany Terry

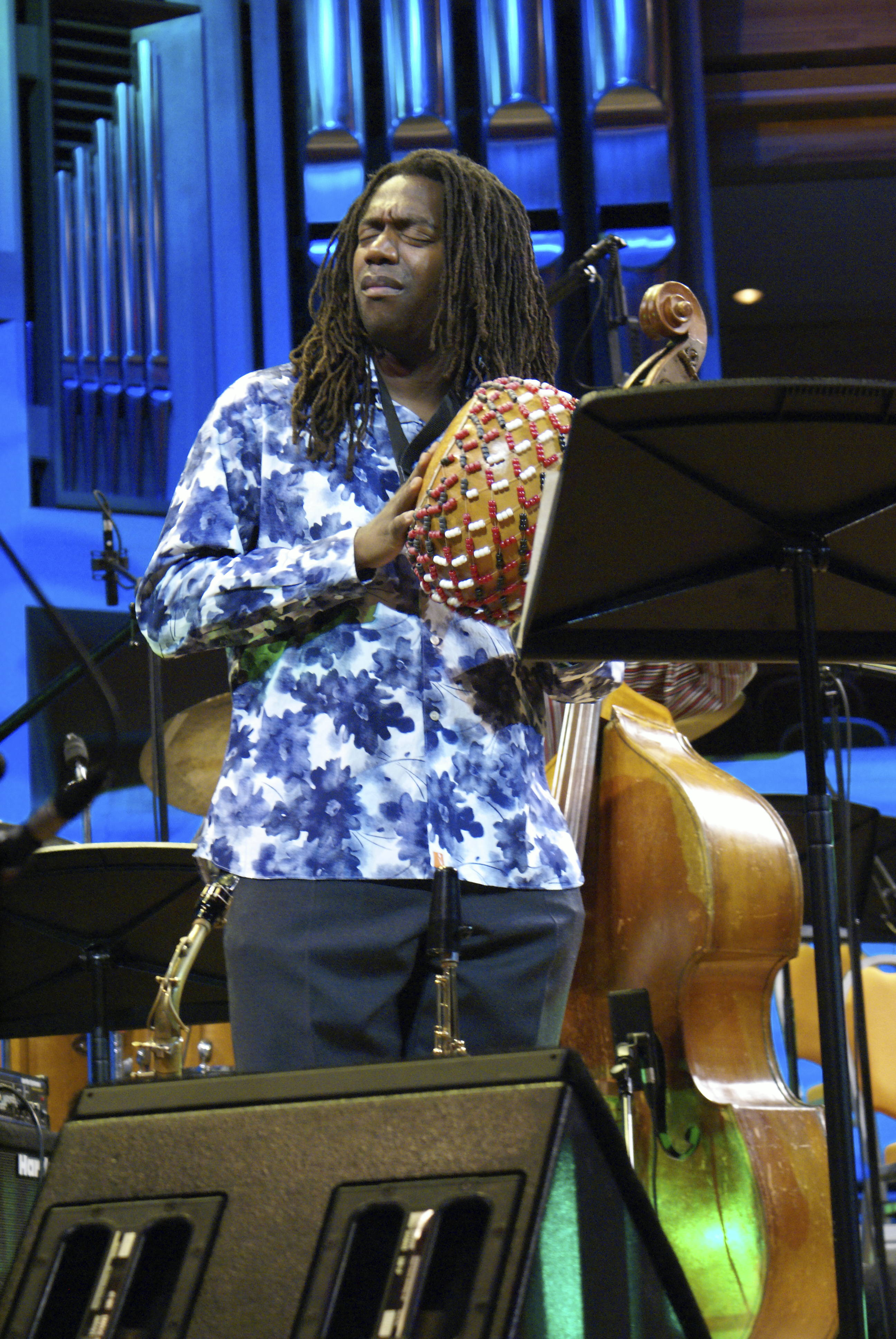
Yosvany Terry 2008

Yosvany Terry (* 1972 in Camagüey) ist ein kubanischer Jazzmusiker (Saxophon, Perkussion, Shékere, Komposition).

## Leben und Wirken
Yosvany Terry hatte zunächst Unterricht bei seinem Vater, dem Shékerespieler und Geiger Eladio „Don Pancho“ Terry, Leiter der Charangaband Orquesta Maravillas de Florida. Er besuchte die Nationale Kunstschule ENA und das Konservatorium Amadeo Roldan. In Kuba spielte er mit Musikern wie Chucho Valdés, Silvio Rodríguez, Fito Páez und der Band Cubanismo, mit der 1996 erste Aufnahmen entstanden. Außerdem gründete er mit weiteren jungen Musikern die Formation Columna B., mit der er auf internationale Tourneen durch die Vereinigten Staaten und Europa ging, u. a. mit einem Auftritt auf dem Stanford Jazz Festival 1998. Im folgenden Jahr zog er nach New York und arbeitete fortan in der dortigen Jazzszene, u. a. mit Roy Hargrove, Steve Coleman, Eddie Palmieri, Dave Douglas, Jeff Tain Watts, Horacio Hernández und dem Bassisten Avishai Cohen.
Im Jahr 2000 nahm Terry sein Debütalbum Twisted Noon auf, gefolgt von Metamorphosis (2004), an dem u. a. Avishai Cohen, Luis Perdomo, Mike Moreno und James Genus mitwirkten. In seiner eigenen Musik verbindet er amerikanische Jazz-Traditionen mit afro-kubanischen Einflüssen. Im Bereich des Jazz war er zwischen 1996 und 2014 an 38 Aufnahmesessions beteiligt, u. a. mit Jane Bunnett, Eric Revis, Dafnis Prieto, Kip Hanrahan, Arturo O’Farrill, Gonzalo Rubalcaba, Jason Lindner, Enrico Pieranunzi und Brian Lynch. 2015 erhielt er den mit 275.000 $ dotierten Doris Duke Jazz Award; außerdem wurde sein Album New Throned King 2015 für den Grammy Award for Best Latin Jazz Album nominiert.

## Diskographische Hinweise

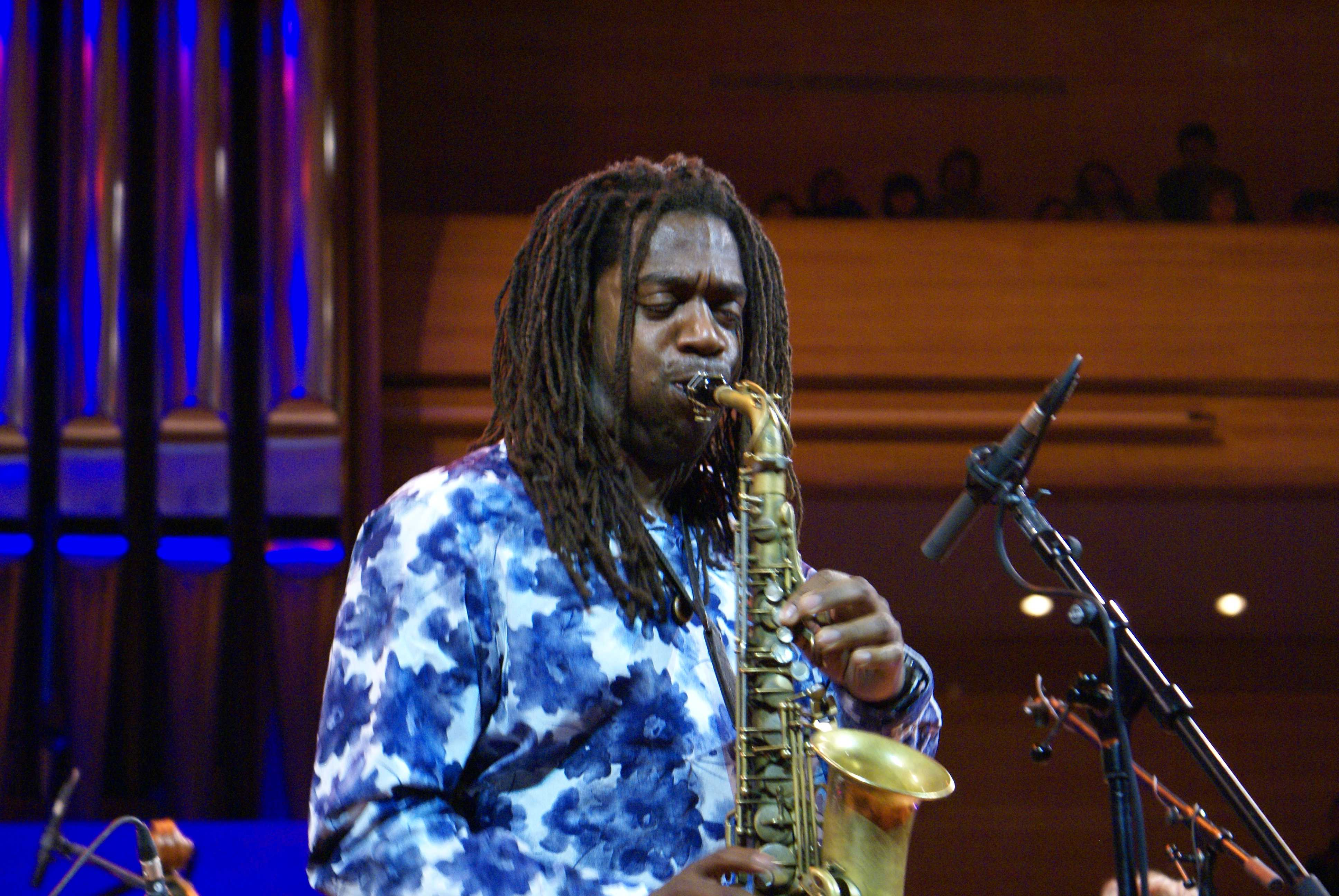
Yosvany Terry bei einem Konzert in Moskau 2008

- Steve Coleman: Genesis / The Opening of the Way (BMG, 1997)
- Avishai Cohen & The International Vamp Band: Unity (Stretch Records,  2001)
- Avishai Cohen: Lyla (Sunnyside, 2003)
- Gonzalo Rubalcaba: Avatar (Blue Note, 2008)
- Enrico Pieranunzi Latin Jazz Quintet: Live at Birdland (C.A.M. Jazz, 2010)